# Sigurd I al Norvegiei
Sigurd I al Norvegiei, cunoscut ca Sigurd Cruciatul (în nordică veche Sigurðr Jórsalafari), (n. 1089, Norvegia – d. 26 martie 1130, Oslo, Danemarca-Norvegia) a fost rege al Norvegiei care a domnit în perioada anilor 1103-1130, fiu al regelui Magnus Picioare-Goale. Din 1103 a domnit alǎturi de Øystein Magnusson, iar din 1123 singur. În 1098 l-a însoțit pe tatăl său, Magnus, în campaniile din Orkney, Hebride și Marea Irlandei. În același an, el a fost proclamat rege peste Orkney, și a insulei Man.
Dupǎ uciderea lui Magnus în 1103, Sigurd s-a întors în Norvegia, unde a început domnia alǎturi de fratele sǎu.

## Domnie
În 1107 Sigurd a început o cruciadă, cu scopul de a sprijini trupele cruciate ale Regatului Ierusalimului. A luptat în Lisabona, pe numeroase insule din Marea Mediterană în Palestina, l-a vizitat regele Siciliei, Roger, pe regele Ierusalimului Balduin și pe împǎratul Bizantin, Alexios I Comnen.
În 1110 Sigurd, împreună cu Balduin I a capturat orașul de coastă Sidon.
În 1111 se reîntoarce în Norvegia, unde mută capitala în orașul suedez de astǎzi, Kungälv, acolo construind o cetate, care a păstrat particula Sfintei Cruci, primită de la Balduin. În 1123 Sigurd va trimite cruciați în Småland împotriva păgânilor. În timpul domniei lui Sigurd, Norvegia a intrat în zeciuiala bisericii, a fost creată eparhia de Stavanger.

## Cruciada Norvegiană
Sigurd și oamenii lui au plecat din Norvegia, în toamna anului 1107. În campanie au participat aproximativ 5.000 de oameni pe 60 de nave. În toamna aceluiași an, aceștia au ajuns în Anglia, în care domnea la acel moment regele Henric I. Sigurd și oamenii lui și-a petrecut iarna acolo, și în primăvara anului 1108, au continuat drumul mai departe.
Câteva luni mai târziu au ajuns în orașul Santiago de Compostela din Galicia, în care conducătorul local, le-a permis să ierneze. Însă din cauza unei foamete, regele locului a interzis vânzarea de produse alimentare și mărfuri norvegienilor. Sigurd a adunat armata, a atacat castelul feudal, și a jefuit tot ce a putut găsi acolo.
În primăvara anului 1109 cruciații au ajuns pe Sicilia, unde au fost bine primiți de regele Roger al II-lea, care la moment avea doar 12-13 ani.
Sigurd s-a reîntors la navele lui și atunci când regele Balduin a mers asupra orașului "păgân" (adică musulman) Sidon, a participat și el alǎturi de oamenii săi, la asediul orașului. Fortǎreața a fost cuceritǎ, și a fost formatǎ senioria de Sidon.

## Întoarcerea în Norvegia
După ce s-a întors în Norvegia în 1111, Sigurd s-a întors la un regat înfloritor și prosper. Regele Eystein a folosit toată energia și voința pentru a crea o țară puternică și stabilă. Sigurd a făcut capitala la Konghelle (Kungälv în prezent în Suedia) și a construit un castel puternic acolo, păstrând relicva dăruită de regele Baldwin. În 1123, Sigurd s-a pregătit încă o dată pentru a lupta în numele bisericii, de data aceasta pentru Smaland în Suedia, unde locuitorii au renunțat la credința lor creștină și se închinau din nou foștilor lor zei. În timpul domniei lui Sigurd, taxa benefică pentru biserică a fost introdusă în Norvegia, care a dus la consolidarea foarte multor biserici din țară. Sigurd a fondat Dieceza de Stavanger după ce nu i s-a refuzat divorțul de către episcop în Bergen, astfel a instalat un nou episcop și l-a determinat să efectueze divorțul.
Sigurd a murit pe 26 martie 1130, fiind înmormântat în catedrala Hallvardskatedralen din Oslo.

## Post-Mortem
În 1225 Snorri Sturluson a scris o sagă despre Sigurd și frații săi, în acoperimentul de saga regale "Cercul de iad". În secolul al XIX-lea Bjørnstjerne Bjørnson a scris o dramă istorică bazată pe viață regelui Sigurd.